# Michael Smith
Michael Smith (n. 26 aprilie 1932, Blackpool, Anglia, Regatul Unit – d. 4 octombrie 2000, Vancouver, British Columbia, Canada) a fost un chimist canadian, laureat al Premiului Nobel pentru chimie (1993).